# Plants vs. Zombies Heroes
Plants vs. Zombies Heroes é um jogo digital de cartas coleccionáveis e o sexto episódio da série Plants vs. Zombies, desenvolvido pela PopCap Games e publicado pela Electronic Arts. Em 10 de março de 2016, foi lançado em alguns países para iOS, antes de ser lançado internacionalmente em 18 de outubro de 2016. Heroes é o primeiro lançamento móvel da série Plants vs Zombies em que os jogadores podem jogar tanto na equipa das Plantas como na equipa dos Zombies, com a primeira a perseguir a segunda sob a liderança de Crazy Dave após o mau funcionamento do Hero-Tron 3000.

## Jogabilidade
No Plants vs. Zombies Heroes, cada jogador começa com um baralho de 40 cartas que seleccionou previamente, utilizando cartas da sua coleção. A área de jogo tem cinco pistas, algumas das quais podem estar elevadas ou cheias de líquido. Uma carta pode ser colocada em qualquer pista vazia (a menos que a carta tenha a caraterística "Team Up", caso em que 1 carta "Team Up" pode ser jogada na mesma pista que uma carta normal, sendo o máximo de 2 cartas por pista). Apenas as cartas "Anfíbio" podem ser colocadas em pistas cheias de líquido. Cada carta tem um custo diferente para ser jogada e, tal como nos jogos anteriores da série, o jogador Planta utiliza uma moeda de sóis e os Zombies utilizam cérebros. Cada jogador e cada carta têm uma certa quantidade de saúde e serão derrotados se perderem a saúde. Cada ronda é composta por quatro fases: Os zombies jogam, as plantas jogam, os truques dos zombies e a luta. Quando a vida de um dos jogadores chega a 0, o jogador adversário ganha. Tanto as plantas como os zombies têm 11 (anteriormente 10, antes da atualização Galactic Gardens) heróis jogáveis, cada um com as suas características únicas, alguns dos quais foram originalmente vistos em Plants vs. Zombies: Garden Warfare 2, Plants vs. Zombies 2: It's About Time ou Plants vs. Zombies Adventures. Estão disponíveis várias missões, recompensas e desafios que permitem ao jogador ganhar moeda do jogo que permite obter mais cartas para a sua coleção. As cartas também podem ter características. Estes permitem-lhes ter habilidades especiais, como causar dano a vários inimigos, curar, ser imunes a truques, etc. Também estão disponíveis compras na aplicação.
Embora o jogo possa parecer semelhante a Hearthstone, ele tem características que o tornam distinto. A primeira delas é o design artístico ao estilo de banda desenhada que, juntamente com a banda sonora do jogo, cria uma atmosfera muito diferente da encontrada em Hearthstone. A maioria das Plantas e Zombies só pode atacar inimigos na sua faixa. Os heróis têm um "medidor de bloqueio" usado para bloquear ataques. Quando o "medidor de bloqueio" está cheio, o dano causado ao herói é ignorado e o jogador ganha uma carta de superpoder na mão. O "medidor de bloqueio" pode ser enchido até 3 vezes. Para além disso, as moedas do jogo podem ser ganhas mais facilmente e mais rapidamente do que em Hearthstone. Ao ver anúncios ou completar missões, os utilizadores podem desbloquear pacotes a um ritmo mais elevado do que em Hearthstone.
| Nome do conjunto   | Data de lançamento    | Total de cartas | Plantas | Zumbis |
| ------------------ | --------------------- | --------------- | ------- | ------ |
| Prêmio             | 10 de março de 2016   | 190             | 95      | 95     |
| Jardins Galácticos | 8 de junho de 2017    | 100             | 50      | 50     |
| Fósseis Colossais  | 9 de outubro de 2017  | 50              | 25      | 25     |
| Triunfo Triássico  | 30 de janeiro de 2018 | 50              | 25      | 25     |

Para além das cartas destes conjuntos, existem cartas de superpotência, cartas básicas e cartas de evento.
As cartas de superpoderes são baseadas no herói escolhido. Cada herói tem, pelo menos, uma carta de superpoder lendário única e três outras. Os superpoderes não fazem parte do baralho principal. Durante uma partida, cada jogador recebe um superpoder aleatório (dos quatro do herói) depois de selecionar as suas quatro cartas iniciais. As três cartas de superpoderes restantes são ganhas uma de cada vez após o medidor de blocos estar cheio. Algumas cartas permitem que o jogador ganhe superpoderes adicionais durante uma partida.
As cartas básicas são dadas quando uma classe de personagem é desbloqueada.
Os jogadores podem ganhar cartas de evento em eventos semanais. Terminar os desafios diários e ganhar jogos dá direito a bilhetes, que podem ser utilizados para comprar cartas de evento. De quatro em quatro horas, há um bónus que multiplica a quantidade de bilhetes ganhos com a vitória. O bónus pode ser 5 ou 10 vezes superior ao valor predefinido; por predefinição, os jogos online ganham 15 bilhetes e os jogos offline contra o computador ganham 10. Atualmente, existem 31 cartas de evento de plantas e 32 cartas de evento de zombies.

## Recepção
Plants vs. Zombies Heroes foi lançado com críticas positivas por parte da crítica, tendo obtido uma classificação de "geralmente favorável" no site agregador de críticas Metacritic.